# 九老区

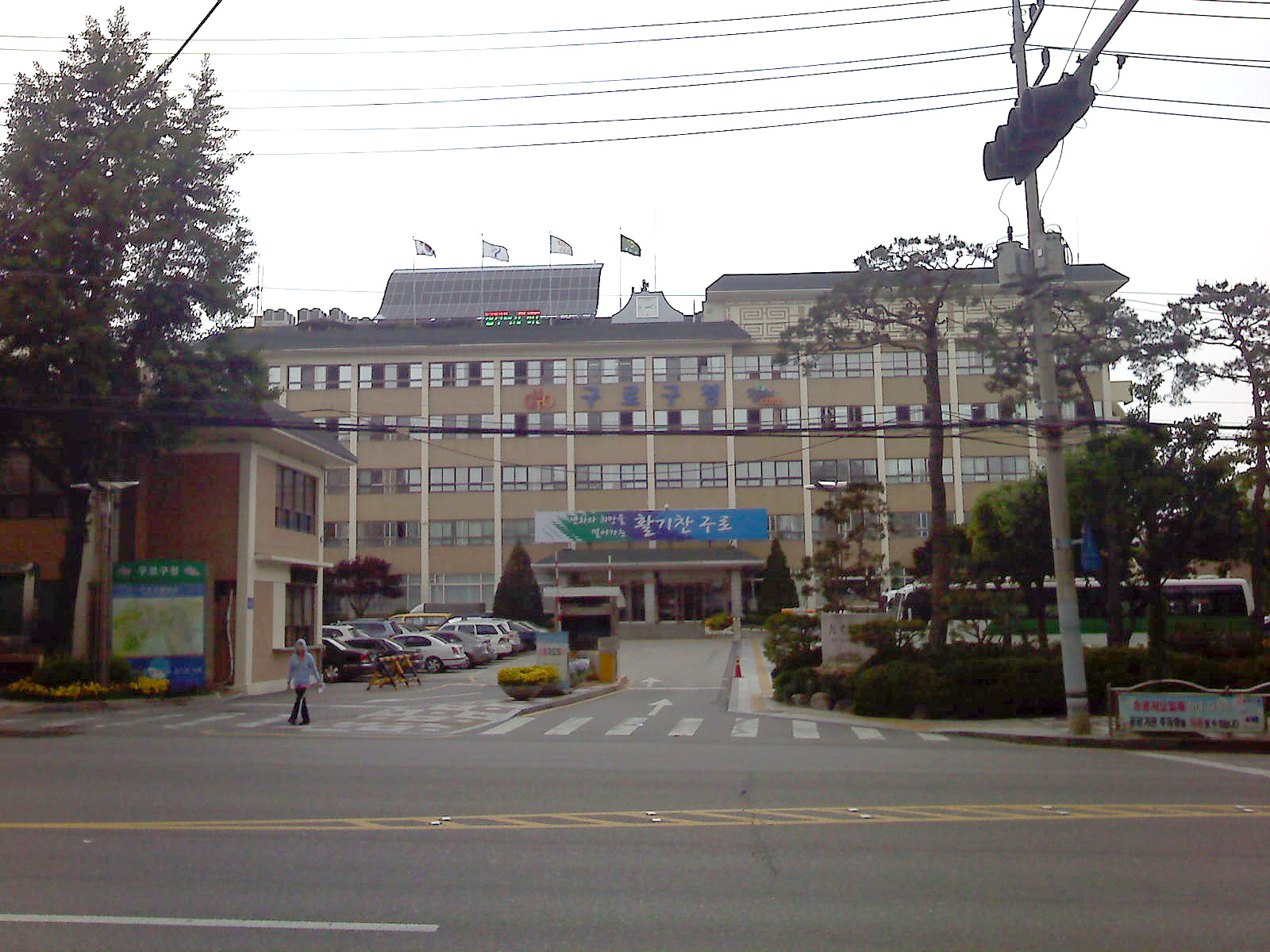
九老区庁

九老区（クロく）は、大韓民国、ソウル特別市南西部にある区。ソウルデジタル産業団地があり、準工業地域の割合が全区の面積に対し30%を超えるなど工業が盛んな区。九老の名称は、この地域に長く住んでいた9人の年寄りの伝説にちなんでつけられた。

## 歴史
- 1980年4月1日 永登浦区から九老洞、加里峰洞、禿山洞、始興洞、高尺洞、開峰洞、梧柳洞、宮洞、温水洞、天旺洞、航洞、新道林洞を分割し、九老区が誕生。
- 1995年3月1日 禿山洞、始興洞および加里峰洞の大部分が京畿道光明市の一部と合併し、衿川区が発足。

## 地理
九老区はソウル市の南西部に位置する。安養川で東西に2分される。
- 山:天雄（チョヌン）山
- 河川:安養（アニャン）川

## 行政

### 行政区域

行政区域図

幾度かの洞の統合を経て、現在は16の洞が存在する。
| 行政洞                            | 法定洞         |
| --------------------------------- | -------------- |
| 新道林洞（シンドリムドン）        | 新道林洞       |
| 九老第1洞（クロジェイルトン）     | 九老洞         |
| 九老第2洞（クロジェイドン）       | 九老洞         |
| 九老第3洞（クロジェサムドン）     | 九老洞         |
| 九老第4洞（クロジェサドン）       | 九老洞         |
| 九老第5洞（クロジェオドン）       | 九老洞         |
| 加里峰洞（カリボンドン）          | 加里峰洞       |
| 高尺第1洞（コチョクチェイルトン） | 高尺洞         |
| 高尺第2洞（コチョクチェイドン）   | 高尺洞         |
| 開峰第1洞（ケボンジェイルトン）   | 開峰洞         |
| 開峰第2洞（ケボンジェイドン）     | 開峰洞         |
| 開峰第3洞（ケボンジェサムドン）   | 開峰洞         |
| 梧柳第1洞（オリュジェイルトン）   | 梧柳洞         |
| 梧柳第2洞（オリュジェイドン）     | 梧柳洞、天旺洞 |
| 水宮洞（スグンドン）              | 宮洞、温水洞   |
| 航洞（ハンドン）                  | 航洞           |

### 区長
1980年の九老区発足当時の区長は任命制であったが、1995年7月より民選となり、4年毎に選挙が行われる（継続在任期間は法律により3期12年まで）。現在の区長は李星（イ・ソン、2014年7月1日～現在、新政治民主連合）で民選区長では6代目である。

### 議会
区の議決機関である区議会は1991年4月15日に開院され、4年毎に議員を改選している。定数は16名で選挙区（6箇所）選出議員14名と比例代表選出議員2名で構成されている。

### 行政組織
5つの部局と監査担当官、部局の下に30課、保健所から構成されている。
- 企画経済局
- 福祉文化局
- 都市管理局
- 建設交通局
- 行政支援局
- 保健所

### 警察
- ソウル九老警察署（1980年11月3日開署）

警察署の下に18箇所に派出所が設置されている。

### 消防
- 九老消防署（1992年6月2日設置）

九老と衿川地域に8箇所の119安全センターを設置。

## 教育

### 大学
- 東洋未来大学校
- 聖公会大学校
- 韓栄神学大学校

### 高等学校
- 京仁高等学校
- 高尺高等学校
- 九老高等学校
- 九一高等学校
- 九賢高等学校
- 徳一電子工業高等学校
- 西ソウル生活科学高等学校
- ソウル公演芸術高等学校
- 世宗科学高等学校
- 新道林高等学校
- 芸林デザイン高等学校
- 梧柳高等学校
- 宇信高等学校
- 柳韓工業高等学校

### 中学校
- 開峰中学校
- 開雄中学校
- 京仁中学校
- 高尺中学校
- 九老中学校
- 九一中学校
- 新道林中学校
- 永林中学校
- 永西中学校
- 梧南中学校
- 梧柳中学校
- 宇信中学校
- 天旺中学校

### 初等学校
- ソウル開明初等学校
- ソウル開峰初等学校
- ソウル開雄初等学校
- ソウル高山初等学校
- ソウル古院初等学校
- ソウル高尺初等学校
- ソウル九老南初等学校
- ソウル九老初等学校
- ソウル九一初等学校
- ソウル徳義初等学校
- ソウル東九老初等学校
- ソウル毎奉初等学校
- ソウル未来初等学校
- ソウル細谷初等学校
- ソウル新九老初等学校
- ソウル新道林初等学校
- ソウル新美林初等学校
- ソウル永西初等学校
- ソウル永一初等学校
- ソウル梧柳南初等学校
- ソウル梧柳初等学校
- ソウル梧亭初等学校
- ソウル温水初等学校
- ソウル天旺初等学校

## 交通

### 鉄道
- 韓国鉄道公社
  - 京釜線

新道林駅 - 九老駅
  - 京仁線

九老駅 - 九一駅 - 開峰駅 - 梧柳洞駅 - 温水駅
- ソウル交通公社
  - 2号線

（本線）九老デジタル団地駅 - 大林駅 - 新道林駅
（新亭支線）新道林駅 - 道林川駅
  - 7号線

大林駅 - 南九老駅 - （衿川区・京畿道光明市経由） - 天旺駅 - 温水駅

### 道路
- 大路級
  - 始興大路（シフンデロ）
- 路級
  - 安養川路（アニャンチョンノ）
  - 梧柳路（オリュロ）
  - 梧里路（オリロ）
  - カマ山路（カマサンノ）
  - 京仁路（キョンインノ）
  - 京西路（キョンソロ）
  - 光南路（クァンナムノ）
  - 九一路（クイルロ）
  - 錦梧路（クモロ）
  - 九老中央路（クロジュンアンノ）
  - 九老洞路（クロドンノ）
  - 開峰路（ケボンノ）
  - 高尺路（コチョンノ）
  - 公園路（コンウォンノ）
  - 新亭路（シンジョンノ）
  - 新道林路（シンドリムノ）
  - セマル路（セマルロ）
  - 西海岸路（ソヘアンノ）
  - 中央路（チュンアンノ）
  - 天旺路（チョナンノ）
  - デジタル路（ティジトルロ）
  - 道林川路（トリムチョンノ）
  - 道林路（トリムロ）
  - 南部循環路（ナンブスナンノ）
  - 富一路（プイルロ）
  - 富光路（プグァンノ）
  - ポッコッ路（ポッコンノ）
  - 木洞南路（モクトンナムノ）
  - 蓮洞路（ヨンドンノ）
- 街級
  - 牛馬街（ウマッキル）
  - 西部セッ街（ソブセッキル）

## 姉妹都市
- 通州区（中華人民共和国北京市）
- 平度市（中華人民共和国山東省青島市）
- イシー･ルー･モリノー市（フランスイル＝ド＝フランス地域圏）